# Popstars (Lollipop)
Popstars è l'album di debutto del gruppo musicale italiano Lollipop, pubblicato il 1º giugno 2001 su etichetta Warner Music Italy.

## Descrizione
Il disco è prodotto da Roberto Nardiello e raggiunge la posizione n.14. È composto interamente da brani in lingua inglese, tra cui una cover di Maniac, noto brano di Michael Sembello utilizzato come colonna sonora del film Flashdance, e Everybody Come On (Wanna Be a Popstar), la sigla del programma televisivo Popstars, che durante la stagione 2000/2001 ha selezionato numerose ragazze presentatesi ai provini fino a trovare le cinque componenti del gruppo, formatosi in maniera totalmente mediatica.
Dall'album sono stati estratti tre singoli: Down Down Down, Don't Leave Me Now e When the Rain.
Per promuovere il progetto, le Lollipop si sono esibite in vari programmi televisivi, tra cui il Festivalbar, e durante l'estate hanno girato l'Italia con il Popstars Tour 2001.

### Popstars 2002
L'8 marzo 2002, in seguito alla partecipazione del gruppo al Festival di Sanremo con la canzone Batte forte, è stata pubblicata una nuova edizione dell'album comprendente il singolo sanremese. La nuova versione, ribattezzata Popstars 2002, presenta inoltre una nuova copertina e un secondo disco formato dai remix di quasi tutte le tracce dell'album.

## Tracce

### Edizione originale
1. Down Down Down – 3:18 (Sabrina Pistone)
2. Don't Leave Me Now – 2:59 (Sabrina Pistone)
3. When the Rain – 3:53 (Sabrina Pistone)
4. Turn Me Around – 3:58 (Roberto Arduini, Antonio Puntillo)
5. This Is the Reason – 3:24 (Marilena Crisci, Francesco Amato)
6. I Want You – 3:37 (Elisa Bertolini, Claudio Silvestri)
7. Love Me for One Night – 3:08 (Sabrina Pistone, Roberto Nardiello)
8. Weekend Lover – 3:46 (Sandra Fiorio)
9. Maniac – 4:16 (Michael Sembello, Dennis Matkosky)
10. I'm Ready This Time – 4:23 (Sandra Gunn, La Bionda)
11. Everybody Come On (Wanna Be a Popstar) – 3:04 (Max Longhi, Giorgio Vanni, Baird & Giorgio Vanni)

### Ristampa

#### CD1
1. Batte forte – 3:13 (L. Rana, G. Giorgilli, A. Blescia)
2. Down Down Down – 3:18 (Sabrina Pistone)
3. Don't Leave Me Now – 2:57 (Sabrina Pistone)
4. When the Rain – 3:53 (Sabrina Pistone)
5. Turn Me Around – 3:58 (Roberto Arduini, Antonio Puntillo)
6. This Is the Reason – 3:24 (Marilena Crisci, Francesco Amato)
7. I Want You – 3:37 (Elisa Bertolini, Claudio Silvestri)
8. Love Me for One Night – 3:08 (Sabrina Pistone, Roberto Nardiello)
9. Weekend Lover – 3:46 (Sandra Fiorio)
10. Maniac – 4:16 (Michael Sembello, Dennis Matkosky)
11. I'm Ready This Time – 4:23 (Sandra Gunn, La Bionda)
12. Everybody Come On (Wanna Be a Popstar) – 3:04 (Max Longhi, Giorgio Vanni, Baird & Giorgio Vanni)

#### CD2
1. Batte forte (Subside radio edit mix) – 4:49 (L. Rana, G. Giorgilli, A. Blescia)
2. Down Down Down (Generation 2001 Remix) – 4:49 (Sabrina Pistone)
3. Don't Leave Me Now (Kekko on Air) – 3:17 (Sabrina Pistone)
4. When the Rain (2001 Remix Radio Version) – 4:47 (Sabrina Pistone)
5. Turn Me Around (Remix) – 3:20 (Roberto Arduini, Antonio Puntillo)
6. This Is the Reason (Remix) – 3:46 (Marilena Crisci, Francesco Amato)
7. I Want You (Remix) – 3:23 (Elisa Bertolini, Claudio Silvestri)
8. Love Me for One Night (Remix) – 4:16 (Sabrina Pistone, Roberto Nardiello)
9. Weekend Lover (Remix) – 4:05 (Sandra Fiorio)
10. Everybody Come On (Wanna Be a Popstar) (Remix) – 4:08 (Max Longhi, Giorgio Vanni, Baird & Giorgio Vanni)

## Classifiche
| Classifica (2001) | Posizione massima |
| ----------------- | ----------------- |
| Italia            | 14                |